# 景龙
景龙（707年九月—710年六月）是唐中宗李显的年号，共计4年。

## 改元
- 神龍三年九月初五庚子（707年10月5日），改元景龍。[2][3][4]
- 景龍四年六月初四甲申（710年7月5日），改元唐隆。[5][6][7]

## 大事记
- 景龍四年，唐中宗為韦皇后及安樂公主合謀毒死，韋氏立溫王李重茂為皇帝，當年即改元唐隆。
- 需要注意的是，唐中宗的死因还有以下几种可能。李唐家族有心脑血管遗传病史，唐高祖、唐太宗、长孙皇后、唐高宗统统患有“气疾”、“风疾”，这在古代都指心脑血管类疾病，因此李唐王朝的皇帝们都不长寿，李显五十五岁死亡尚属正常。李显事先没有表现不适而暴卒，也符合部分心脑血管疾病发病急、死亡率高的特点。

## 逝世
- 景龍四年————唐中宗李顯

## 纪年
| 景龙 | 元年  | 二年  | 三年  | 四年  |
| ---- | ----- | ----- | ----- | ----- |
| 公元 | 707年 | 708年 | 709年 | 710年 |
| 干支 | 丁未  | 戊申  | 己酉  | 庚戌  |

## 同期存在的其他政权年号
- 日本
  - 慶雲（704年－708年）：飛鳥時代—元明天皇之年號
  - 和銅（708年－715年）：飛鳥時代、奈良時代—元明天皇之年號

## 參看
- 中國年號索引

## 文內注釋
1. ↑  李崇智，《中國歷代年號考》，第101頁。
2. ↑  劉昫.  . 维基文库.「〔神龍三年九月〕庚子，上皇帝尊號曰應天神龍，皇后尊號曰順天翊聖，大赦天下，改元為景龍。」
3. ↑  歐陽脩.  . 维基文库.「〔景龍元年九月〕庚子，大赦，改元。」
4. ↑  司馬光.  . 维基文库.「〔景龍元年九月〕庚子，赦天下，改元。」
5. ↑  劉昫.  . 维基文库.「〔景龍四年六月〕立溫王重茂為皇太子。甲申，發喪於太極殿，宣遺制。皇太后臨朝，大赦天下，改元為唐隆。」
6. ↑  歐陽脩.  . 维基文库.「〔景雲元年六月〕甲申，乃發喪。又矯遺詔，自立為皇太后。皇太子即皇帝位，以睿宗參謀政事，大赦，改元曰唐隆。」
7. ↑  司馬光.  . 维基文库.「〔景雲元年六月〕甲申，梓宮遷御太極殿，集百官發喪，皇后臨朝攝政，赦天下，改元唐隆。」